# Erik Roland Lindström
Erik Roland Lindström war ein schwedischer Hersteller von Automobilen.

## Unternehmensgeschichte
Der Automechaniker Erik Roland Lindström, der bereits in den 1930er Jahren in Göteborg plante, eigene Kraftfahrzeuge zu konstruieren, gründete 1948 in Mölndal das Unternehmen, das seinen Namen trug, und begann mit der Produktion von Automobilen. Der Markenname lautete ERL. 1951 endete die Produktion nach neun hergestellten Exemplaren.

## Fahrzeuge
Lindström stellte leichte, offene Zweisitzer her. Im Prototyp kam ein Motorradmotor von Douglas Motors mit 30 PS Leistung zum Einsatz. Die Serienfahrzeuge verfügten über einen Zweizylindermotor von DKW mit 600 cm³ Hubraum und 14,5 PS Leistung. Diese Motoren waren ursprünglich Stationärmotoren und wurden für den Autobetrieb modifiziert. Die Höchstgeschwindigkeit war mit 100 km/h angegeben.
Ein Fahrzeug ist erhalten geblieben.